# Uno su mille/1950
Uno su mille/1950 è un singolo di Gianni Morandi pubblicato nel 1985 dalla RCA Italiana.

## Descrizione
Uno su mille è il brano che ha rilanciato il cantante bolognese dopo alcuni anni di "silenzio"; il testo della canzone parla di una forte voglia di riscatto ed è un invito a non arrendersi di fronte alle difficoltà della vita, vita che - con i suoi alti e bassi - viene paragonata alla marea. Ne esiste una versione in spagnolo incisa nel 1992 dal cantante Mijares, intitolata Uno Entre Mil e destinata all'America meridionale, che ha avuto un notevole successo. Nel 1998 è stata inserita in un brano degli Articolo 31, "Come uno su mille", al quale partecipa Morandi stesso. La canzone è stata inserita nello sceneggiato – trasmesso negli anni ottanta dalla RAI – Voglia di cantare in cui Gianni Morandi interpreta Paolo Fontana, un cantante al quale nessun discografico vuole dare più credito. Il personaggio esegue questo brano (nella finzione scritto dal fidanzato della sorella) aprendo un concerto dove ritrova – dopo tanto tempo – l'abbraccio del proprio pubblico. Nelle stagioni televisive 2007-2008 e 2019-2020, è stata la sigla del programma Amici di Maria De Filippi.
Nel lato B del 45 giri, Gianni Morandi canta una cover della canzone 1950. Entrambi i brani, arrangiati da Chris Whitten, sono contenuti nell'album Uno su mille. 

## Tracce
LATO A
1. Uno su mille (testo: Franco Migliacci – musica: Roberto Fia; edizioni musicali RCA Musica-MiMo)

LATO B
1. 1950 (testo: Gaio Chiocchio – musica: Amedeo Minghi; edizioni musicali RCA Musica)